# Оксеншерна, Нильс Йонссон
Нильс Йонссон Оксеншерна (швед. Nils Jönsson (Oxenstierna); 1390-е — октябрь 1450) — шведский политический деятель и регент Швеции совместно со своим братом Бенгтом Йонссоном с января по июнь 1448 года во время Кальмарской унии.
Член Малой секретной депутации с 1432 года, кастелян Боргхольмского замка в 1436 году, замка Стакета в 1438 году, и Нючёпингского замка в 1442 году. Посвящён в рыцари королём Кристофером III Баварским после его коронации в 1441 году и назначен мастером Королевского двора в том же году
Оксеншерна был сыном знатных дворян и землевладельцев: его мать леди Марта Финвидсдоттер была наследницей знатной семьи из Фроссвика, а отец Йонс Бенгтссон Оксеншерна был сыном и одним из наследников леди Ингеборги Нильсдоттер Спарре. Йонс Бенгтссон унаследовал Фроссвик (в Уппланде) от матери, а Ангсо (в Вестманланде) от отца. Оксеншерне приписывается основание Юрсхольмского замка на своих землях.
От двух первых браков у Нильса Йонссона не было выживших детей. Его третья жена, леди Карин из рода Гумсехувуд-Стуре, родила несколько детей. У его выжившего сына Эрика не было детей. Трое дочерей Нильса вышли замуж за дворян (двое из них были из семьи Васа, которые были союзниками Оксеншерны), но род продолжился только по линии одной дочери Керстин, которая вышла замуж за Нильса из Юльсты. Из-за отсутствия прямых наследников часть имущества Оксеншерны в конечном итоге отошла не его кровным потомкам, а в качестве наследства невесткам и зятьям.